# Zygmunt Grudziński (radiolog)
Zygmunt Grudziński (1870 w Łęczycy, zm. 24 września 1929 w Warszawie) – polski lekarz radiolog, założyciel „Polskiego Przeglądu Radiologicznego” i Polskiego Lekarskiego Towarzystwa Radiologicznego, autor prac naukowych. Polski artysta fotograf – członek rzeczywisy Towarzystwa Fotograficznego Warszawskiego, członek rzeczywisty i członek Zarządu Polskiego Towarzystwa Miłośników Fotografii.

## Życiorys
Ukończył III gimnazjum w Warszawie. W 1890 rozpoczął studia na Wydziale Lekarskim Uniwersytetu Warszawskiego. W 1894 roku został aresztowany za udział w manifestacji ku czci Kilińskiego. Po 3 miesięcznym areszcie zesłany do Astrachania. Dzięki amnestii zwolniony, ale bez prawa powrotu do kraju. W 1860 roku ukończył studia medyczne w Dorpacie. Wybrał specjalność: choroby wewnętrzne. Wykształcenie uzupełnił uczestnicząc w wykładach na uniwersytetach w Berlinie i Wiedniu. W 1899 roku pracował w klinice prof. Gluzińskiego we Lwowie, a potem w klinice diagnostycznej Uniwersytetu Warszawskiego. Od 1902 roku latem pełnił funkcję kierownika oddziału hydropatycznego w Ciechocinku. Poświęcając się radiologii zakłada razem z Drozdowiczem Prywatny Zakład Rentgenologiczny. Od 1914 pełni funkcję kierownika pracowni rentgenologicznej w Szpitalu Przemienienia Pańskiego w Warszawie. W 1922 roku otrzymał tytuł doktora medycyny na Uniwersytecie Warszawskim, a w 1926 roku docenta.
Został pochowana na cmentarzu Powązkowskim w Warszawie (kwatera 189-2-1).

## Działalność fotograficzna
Zygmunt Grudziński był związany z warszawskim środowiskiem fotograficznym. W 1901 roku został członkiem nowo powstałego Towarzystwa Fotograficznego Warszawskiego. Należał do Polskiego Towarzystwa Miłośników Fotografii, w którym pełnił funkcję członka Zarządu PTMF. Miejsce szczególne w jego twórczości zajmowała fotografia aktu – publikowana wielokrotnie m.in. w Fotografie Warszawskim (były to pierwsze akty w polskiej prasie fotograficznej). Był współautorem wielu wystaw zbiorowych ogólnopolskich i międzynarodowych (m.in. II Międzynarodowego Salonu Fotografii Artystycznej we Lwowie).
W 1929 roku otwarto pierwszą wystawę indywidualną Zygmunta Grudzińskiego (artysta nie doczekał inauguracji wystawy – zmarł trzy dni przed otwarciem ekspozycji).